# 41 potencjometrów pana Jana
41 potencjometrów pana Jana – album Czesława Niemena wydany w roku 2007. Znajduje się na nim zapis koncertu projektu Niemen Aerolit – improwizowanego nagrania live z warszawskiego klubu Riviera z dnia 9 maja 1974.
Koncert trwał 82 minuty, jednak sam Niemen dokonał pocięcia utworu, usuwając te części, które mu się nie podobały. Obrobione nagranie trafiło do archiwów Polskiego Radia. Nazwa albumu pochodzi od jego długości – 41 minut, zaś imieniem Jan nazwał Niemen Janusza Kosińskiego, który pomagał w obróbce materiału.
Album był nominowany do Nagrody Fryderyki 2008 w kategorii „Album Roku Muzyka alternatywna”.

## Utwory
1. „41 potencjometrów pana Jana” – 41:57

## Skład
- Czesław Niemen – minimoog, melotron, klawinet, wokal
- Jan Błędowski – skrzypce elektryczne
- Sławomir Piwowar – gitara
- Jacek Gazda – gitara basowa
- Piotr Dziemski – perkusja

## Sprzedaż
| Kraj   | Lista | Pozycja |
| ------ | ----- | ------- |
| Polska | OLiS  | 27      |